# Prinzenberg
Der Prinzenberg ist ein 241 m ü. NHN hoher Berg an der Bergstraße. Er liegt im gleichnamigen Naturraum unmittelbar westlich des nordwestlichen Odenwaldes, ca. 1 km östlich von Darmstadt-Eberstadt. Der Prinzenberg ist ein beliebter Ausflugsort Darmstädter Bürger im Südosten der Gemarkung Darmstadt. Der Berg ist auf der Nordseite und auf der Ostseite stark bewaldet. Vom Prinzenberg kann man bei guter Sicht im Westen den Donnersberg sehen. Im Südwesten ist Worms und Mannheim sichtbar. In südlicher Richtung sind die Neunkircher Höhe, das Frankensteinmassiv und der Melibokus zu sehen.

## Geschichte
Der Prinzenberg war früher unbewaldet und ein entlegenes, wenig ertragbringendes Areal für die Eberstädter. Im 19. Jahrhundert wurden große Teile des Areals aufgeforstet. 1895 wurde am Gipfel ein Tempel (Schutzhütte) errichtet und danach ein Arboretum angepflanzt. Dieses wurde ein wichtiger Bestandteil des Eberstädter Naturlehrpfades. Das Gebiet ist als Vogelschutzgebiet nach der EU-Natura-2000 Richtlinie ausgewiesen. Leitvogel ist der Wiedehopf, der in den alten Obstbäumen beste Brutmöglichkeiten findet. Am Prinzenbergfuß befinden sich die wertvollsten Magerrasenstandorte Darmstadts. In der Region um den Prinzenberg befindet sich die Eberstädter Streuobstwiesenlandschaft, das größte zusammenhängende Streuobstwiesenareal an der Hessischen Bergstraße.

## Etymologie
Der Prinzenberg trägt diesen Namen erst seit 1836. Wahrscheinlich wurde er so nach einem Angehörigen des großherzoglichen Hauses von Hessen und bei Rhein genannt. Vorher hieß die Anhöhe „Hettersberg“.
Der Ausdruck „Hetter“, der schon 1484 erwähnt wurde, ist schwer erklärbar. Möglicherweise bedeutet er „Steilabfall am Rande des Waldes“.
Der Name Prinzenberg entstammt nicht, wie irrtümlich im Darmstädter Namensbüchlein erwähnt, dem Begriff Sprinzen (Quellen).

## Sonstiges
- Die Region um den Prinzenberg wird auch als „Toscana von Darmstadt“ bezeichnet.
- Zu Beginn des 20. Jahrhunderts fanden auf dem Prinzenberg Flugversuche mit Gleitflugzeugen statt.[4]
- Am Westhang befindet sich eine Rodelbahn.

## Galerie

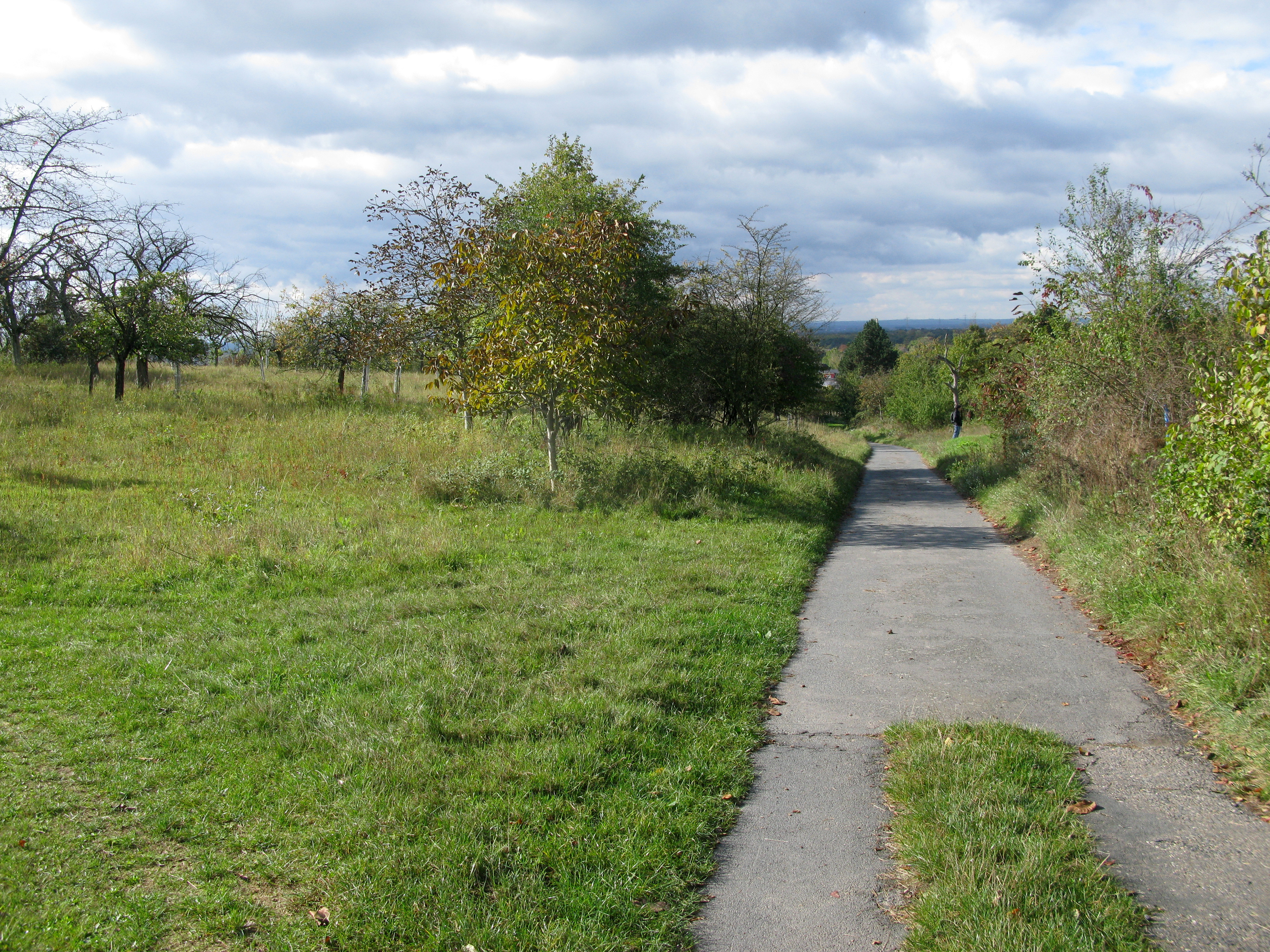
Streuobstwiesen am Prinzenberg, Blickrichtung Südwest (2009)
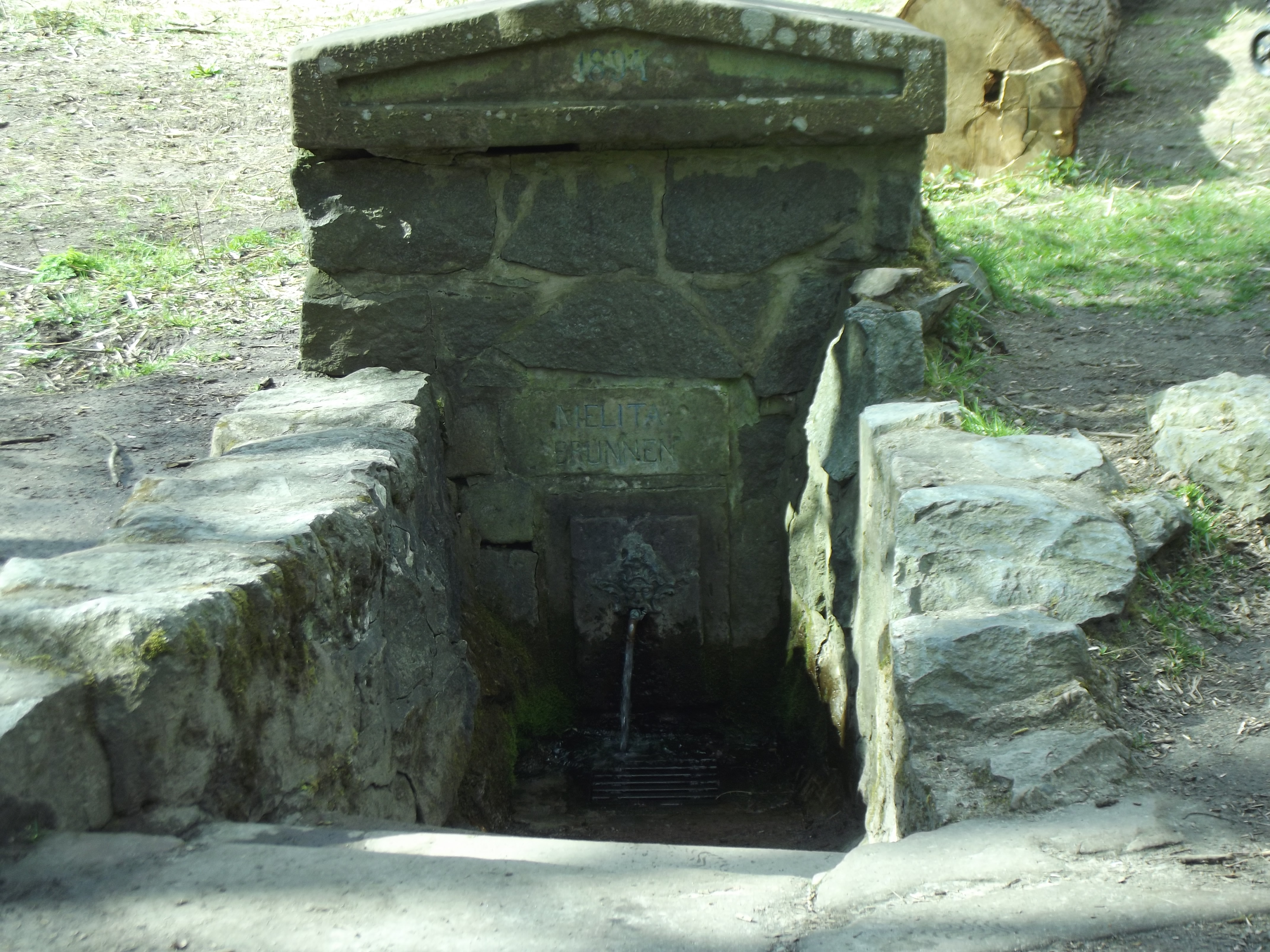
Melita Brunnen am Prinzenberg (2015)
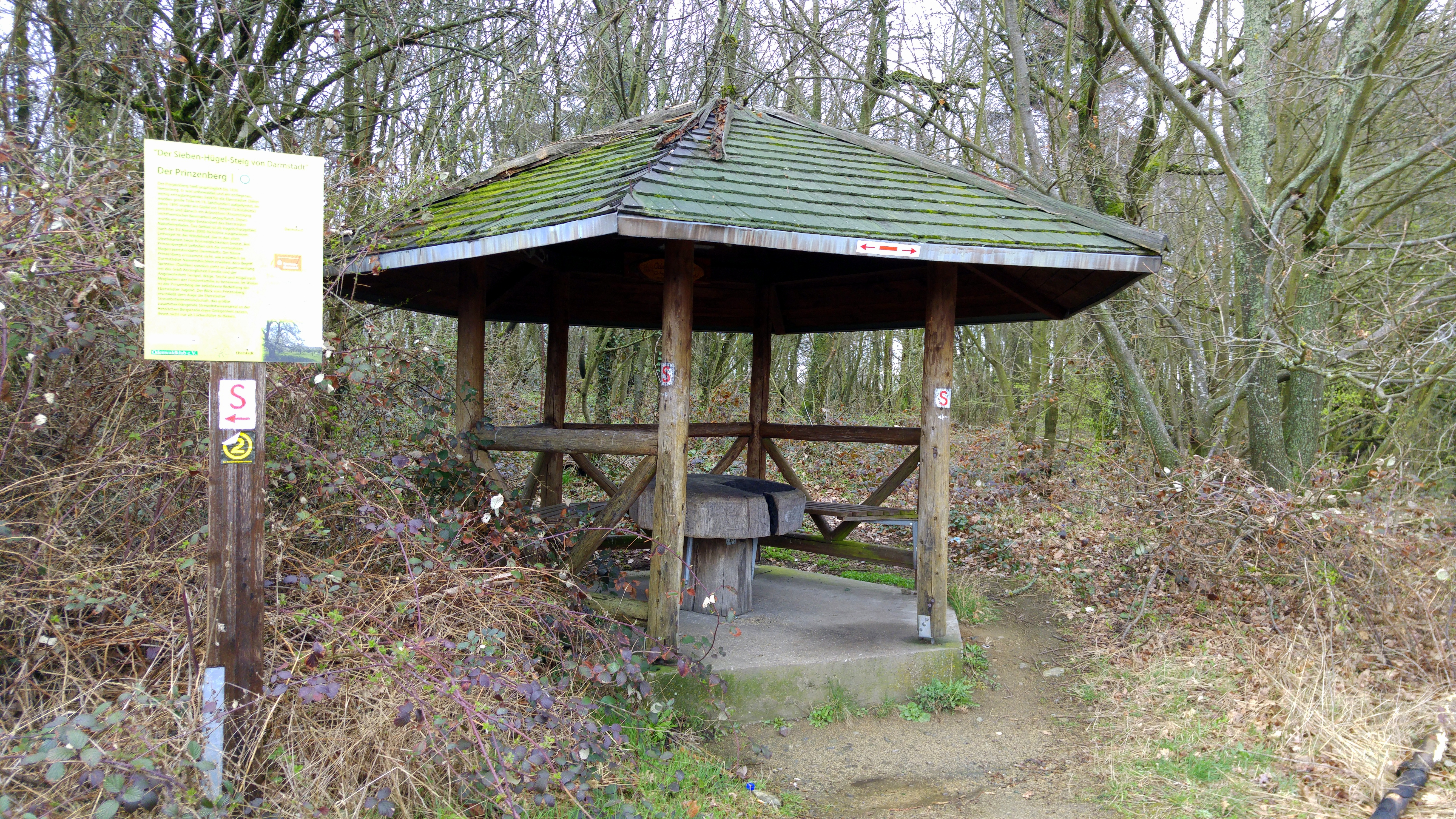
Prinzenberg bei Darmstadt (2017).
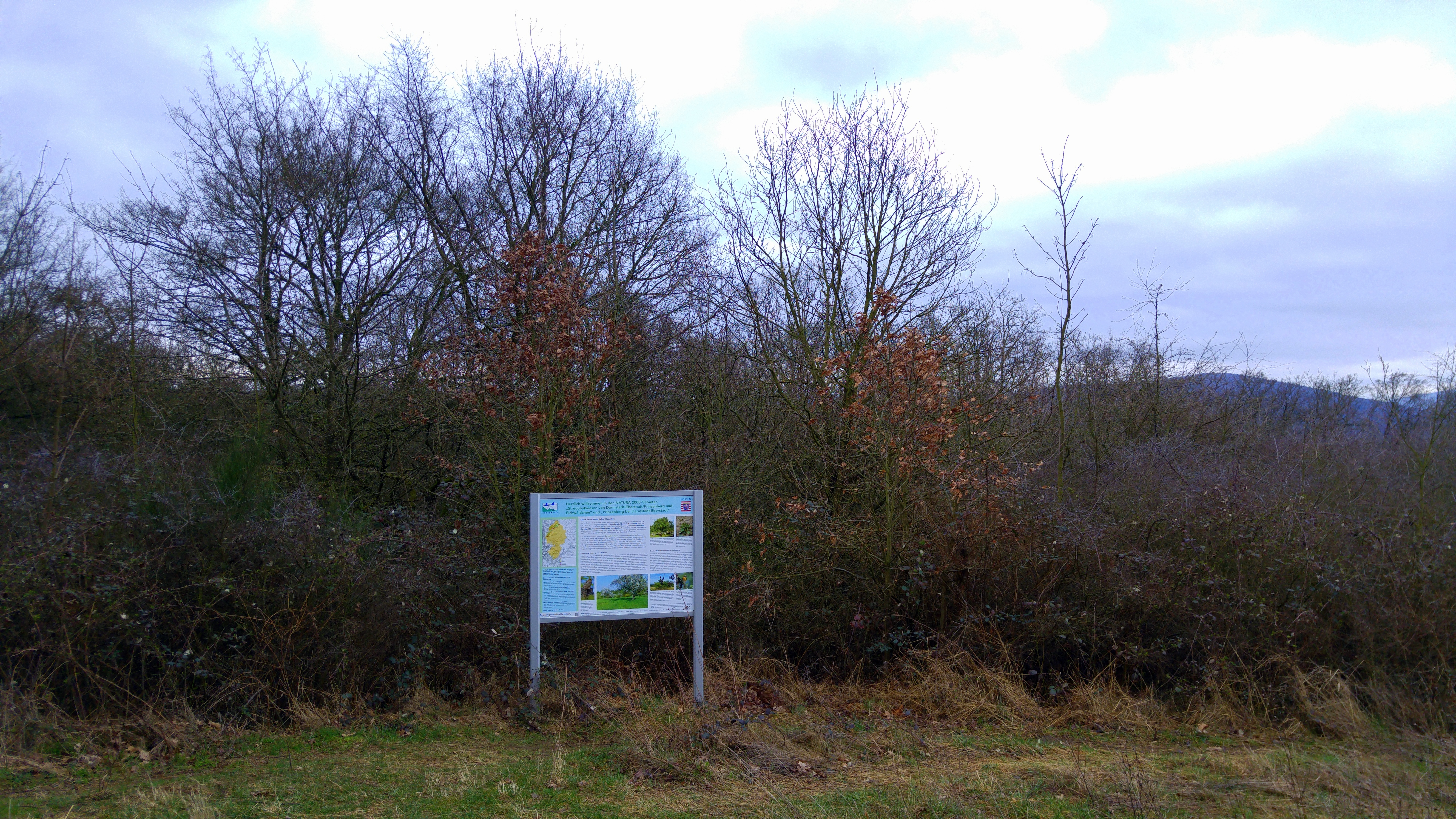
Prinzenberg bei Darmstadt (2017).
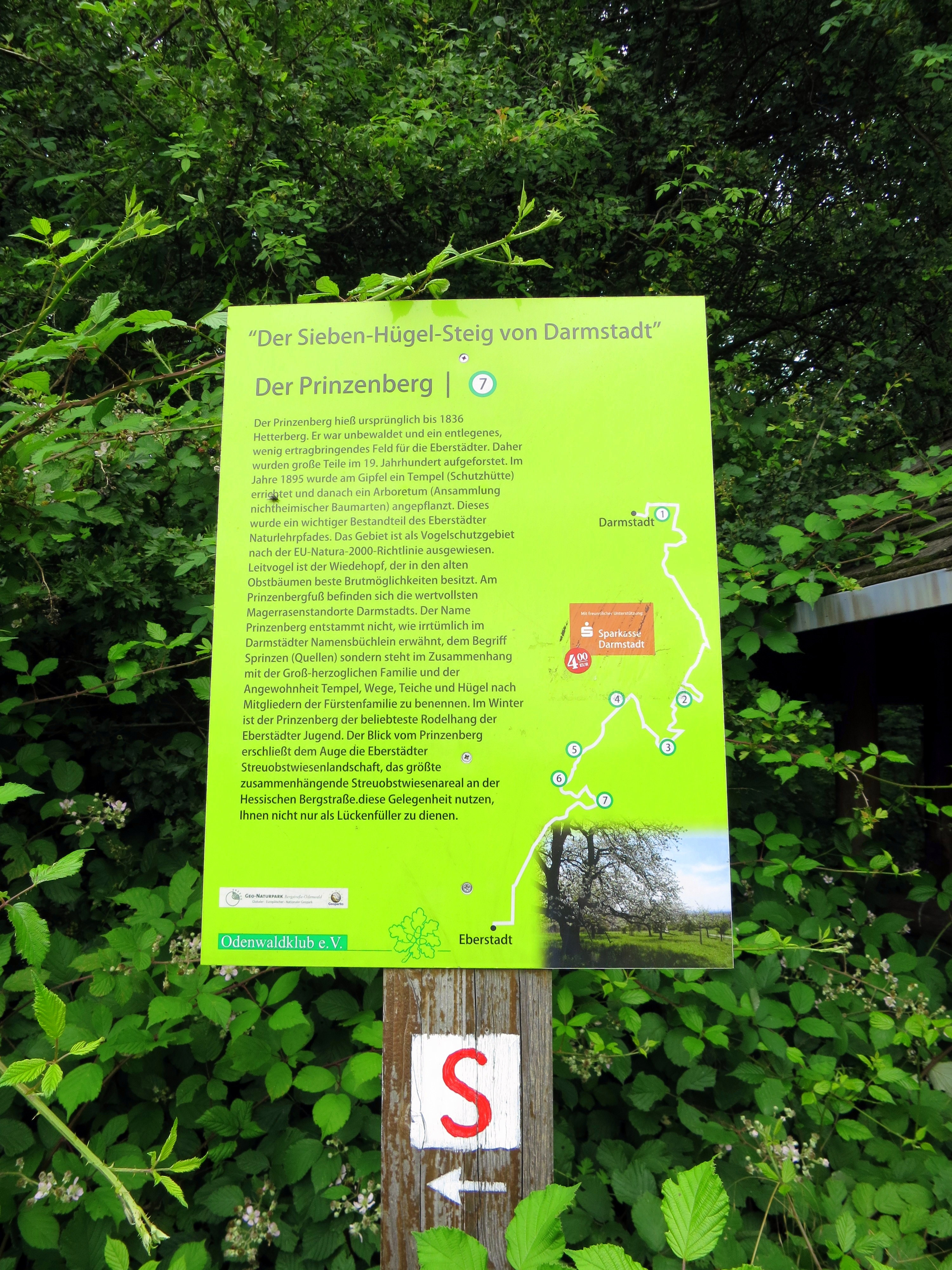
Prinzenberg bei Darmstadt (2016).